# Ali Riley
Pour les articles homonymes, voir Riley.
Ali Riley, née le 30 octobre 1987 à Los Angeles, est une footballeuse internationale néo-zélandaise. Elle évolue au poste de défenseuse à Angel City.

## Biographie

### En club
Après une saison à Chelsea et une autre au Bayern durant lesquelles elle obtient peu de temps de jeu et une saison avortée chez Orlando Pride en NWSL en raison de l'épidémie de coronavirus, elle part en prêt dans son club de cœur le FC Rosengård à l'été 2020.

### En équipe nationale
Elle participe avec l'équipe de Nouvelle-Zélande à quatre Coupe du monde, en 2007, 2011, 2015, et enfin 2019. 
Elle prend part également à deux olympiades : les Jeux olympiques de 2012 au Royaume-Uni, puis ceux de 2016 au Royaume-Uni. La sélection néo-zélandaise atteint les quarts de finale de la compétition en 2012. 
Elle remporte la Coupe d'Océanie en 2010, 2014 et enfin 2018 avec cette équipe.
Au 14 mai 2019, elle compte 123 sélections en équipe nationale.

## Université Stanford
Riley a fréquenté l'université Stanford et a joué pour le Cardinal de Stanford de 2006 à 2009. Au cours de sa première année universitaire, elle a débuté dans quinze des dix-huit matches qu'elle a disputés. Elle a joué en avant et a marqué quatre buts avec deux aides. En deuxième année, elle a joué seize matchs et a commencé dans quatorze d'entre eux. Elle a marqué deux buts et obtenu deux aides. Au cours de sa première année junior, Riley est passée de l'avant au poste d'arrière, ce qu'elle joue pour l'équipe nationale de la Nouvelle-Zélande. En tant que senior, Riley a participé à chacun des vingt-quatre matchs et a marqué un but avec une aide.  

## Palmarès

### En équipe nationale
- Vainqueur de la Coupe d'Océanie en 2010, 2014 et 2018 avec l'équipe de Nouvelle-Zélande

### En club
- Vainqueur de la Women's Professional Soccer en 2010 avec le FC Gold Pride et en 2011 avec le Western New York Flash
- Championne de Suède en 2013, 2014 et 2015 avec le FC Rosengård
- Vainqueur de la Coupe de Suède en 2016, 2017 et 2018 avec le FC Rosengård
- Vainqueur de la Supercoupe de Suède en 2012, 2015 et 2016 avec le FC Rosengård

### Distinctions personnelles
- Élue meilleure joueuse de la confédération d'Océanie en 2009 et 2010